# 住友電工ブレーキシステムズ
住友電工ブレーキシステムズ株式会社（すみともでんこうブレーキシステムズ、Sumitomo Brake Systems, Inc. ）は、かつて存在した日本の自動車用ブレーキメーカー。住友電気工業の子会社であった。
平成元年（1989年）に発売されたZ32型フェアレディZ及びR32型スカイラインに同社がOEM供給したアルミ高剛性対向ピストンブレーキキャリパーが採用された事で知られる。
2007年5月11日、親会社である住友電気工業は2007年10月1日付でアイシン精機（現・アイシン）に事業譲渡を行うと公表。2007年10月1日、アイシン精機への生産移管が完了するまでの暫定法人として設立されたASブレーキシステムズに業務を移行し、消滅した。

## 生産拠点
- 兵庫県伊丹市：ディスクブレーキ
- 三重県津市：ディスクブレーキ、ABS
- 栃木県鹿沼市：ブレーキパッド
- タイ：ブレーキパッド

## ブレーキ部品を採用した主な車種
- 日産フェアレディZ：Z32型
- 日産・スカイラインGTS-tタイプM、GTS-4、GT-R：R32型
- 三菱GTOツインターボ：Z16A型
- スバル・インプレッサWRXsti: GC8型
- スバル・インプレッサWRX: GDA-B（NB-R）、GDA-C~G、GGA-C~G
- スバル・インプレッサWRX STi: GDBスペックC16インチ仕様
- スバル・レガシィ: BE5/BH5
- スバル・フォレスター: SF5、SG5